# Cyphodynerus guillarmodi
Cyphodynerus guillarmodi är en stekelart som beskrevs av Giordani Soika 1985. Cyphodynerus guillarmodi ingår i släktet Cyphodynerus och familjen Eumenidae. Utöver nominatformen finns också underarten C. g. kalahariensis.